# دختران کار
دختران کار (انگلیسی: Career Girls) فیلمی بریتانیایی به کارگردانی مایک لی است که در سال ۱۹۹۷ منتشر شد. از بازیگران آن می‌توان به اندی سرکیس اشاره کرد.